# Bench trial
Il bench trial è una particolare modalità di svolgimento del processo penale o civile statunitense, nel quale l'imputato rinuncia alla presenza della giuria in modo che il dibattimento si svolga unicamente di fronte al giudice (bench significa infatti "panca": in questo processo l'accusato è da solo sul banco degli imputati). 
Conclusosi il dibattimento, è il giudice che condanna o assolve l'imputato (compito che, nel processo ordinario, spetta invece alla giuria), statuendo poi in ordine alla pretesa fatta valere nel processo civile o alla pena da infliggere se si tratta di procedimento penale. Questo speciale procedimento evita i costi ed i tempi lunghi che la celebrazione di un dibattimento in presenza della giuria implica, e nulla esclude che il giudice possa anche ricompensare l'imputato che opti per questo rito, infliggendo una pena minore in caso di condanna (nessun obbligo, comunque, grava sul magistrato).